# Esperanza Spalding
Esperanza Emily Spalding (Portland, 18 de outubro de 1984) é uma contrabaixista e cantora de jazz norte-americana.

## Biografia
Foi criada sozinha pela mãe, que a influenciou grandemente e que a apoiou totalmente quando decidiu-se pelo mundo da música. Aos quatro anos de idade, depois de assistir uma apresentação do violoncelista Yo-Yo Ma, apaixonou-se pela música. Um ano depois já tocava violino, instrumento que estudou com dedicação total até os quinze anos. Nessa época assumiu como primeira violinista de uma orquestra comunitária no Oregon, "The Chamber Music Society Of Oregon".
Esperanza canta em inglês, espanhol e português. Tocou acompanhada por grandes nomes do jazz, como Pat Metheny, Joe Lovano, Michel Camilo, Donald Harrinson e Milton Nascimento. Foi mencionada pela revista Down Beat como "a melhor baixista em ascensão". Compõe e leciona no Berklee College of Music em Boston, sendo a mais jovem professora da instituição.
Esteve no Brasil em 2006, acompanhada pelo pianista cubano Roberto Fonseca. Também gravou com a cantora e compositora Ana Carolina, na música "Traição".
Em 2011, ganhou o Grammy na categoria de Artista Revelação. Esperanza esteve presente no Rock in Rio realizado em 2011 no Rio de Janeiro. Seu show no Palco Sunset contou com a participação do cantor Milton Nascimento, com repertório baseado principalmente em música popular brasileira.
Em 2024, lançou o álbum Milton + esperanza, com Milton Nascimento.

## Discografia
- Junjo (2006)
- Esperanza (2008)
- Chamber Music Society (2010)
- Radio Music Society (2012)
- Emily's D+Evolution (2016)
- Exposure (2017)
- 12 Little Spells (2018)
- Songwrights Apothecary Lab (2021)
- Alive at the Village Vanguard com Fred Hersch (2023)
- Milton + esperanza com Milton Nascimento (2024)